# Laguna (prowincja)

Prowincja Laguna na mapie Filipin

Laguna – prowincja na Filipinach w regionie CALABARZON, położona w środkowej części wyspy Luzon.
Od zachodu granicę wyznacza jezioro Laguna de Bay i prowincja Cavite, od północy prowincja Rizal, od zachodu prowincja Quezon, od południa prowincja Batangas. Powierzchnia: 1823,6 km². Liczba ludności: 2 473 530 mieszkańców (2007). Gęstość zaludnienia wynosi 1356,4 mieszk./km².
Stolicą prowincji jest Santa Cruz.